# F-2 (テレビ番組)
『F2』（エフツー）は、2002年10月7日から2004年3月31日までフジテレビで生放送をされた平日午後の情報バラエティ番組である。

## 概要
番組名のF2とは、テレビ業界の視聴率用語で主婦層を表す言葉であり、放送時間帯である「フジテレビ（Fuji-TV）の午後2時」とかけている。
なお、これまで14:05 - 14:08に設置されていた『NEWSレインボー発』は、本番組の1コーナーとして放送されていた。
2004年3月8日放送分では、裏番組だったTBS『ジャスト』と同時生中継を行った（この当日、NEWSのメンバーが両番組にバラバラに出演していたため）。
2004年4月1日からは『F2-X』へとリニューアルした。

## 主な出演者（番組放送末期での時点）
| 月曜             | 火曜     | 水曜     | 木曜       | 金曜     |
| 司会者           | 司会者   | 司会者   | 司会者     | 司会者   |
| ---------------- | -------- | -------- | ---------- | -------- |
| 福井謙二         |          |          |            |          |
| 野島卓           | 野島卓   | 野島卓   | 渡邉卓哉   | 渡邉卓哉 |
| 政井マヤ         | 千野志麻 | 安藤幸代 | 相川梨絵   | 佐藤里佳 |
| NEWSレインボー発 |          |          |            |          |
| 木幡美子         | 松尾紀子 | 山中秀樹 | 藤村さおり | 阿部知代 |

- 他にも高島彩、伊藤利尋、深澤里奈の各アナウンサーが出演していたが、高島は『めざましテレビ』キャスター就任のため2003年3月に、伊藤は『めざましどようび』キャスター就任のため9月に、深澤は退職のため2004年1月に、それぞれ降板した。

## 主なネット局
| 放送対象地域 | 放送局                                              | 系列           | 放送曜日・放送時間 | 備考       |
| ------------ | --------------------------------------------------- | -------------- | ------------------ | ---------- |
| 関東広域圏   | フジテレビ（CX） 『F2』制作局                       | フジテレビ系列 | 平日 14:05 - 15:00 | 同時ネット |
| 北海道       | 北海道文化放送（uhb）                               | フジテレビ系列 | 平日 14:05 - 15:00 | 同時ネット |
| 新潟県       | NST新潟総合テレビ（NST）【2003年10月6日よりネット】 | フジテレビ系列 | 平日 14:05 - 15:00 | 同時ネット |
| 沖縄県       | 沖縄テレビ（OTV）                                   | フジテレビ系列 | 平日 14:05 - 15:00 | 同時ネット |